# Museu de l'Empordà
El Museu de l'Empordà és una institució pluridisciplinària dirigida a la recerca, conservació o difusió del patrimoni cultural local i comarcal, ubicada a Figueres. Fou creat per l'Ajuntament d'aquesta població el 7 de desembre del 1946. Els seus antecedents es remunten al 1885, quan l'Institut Ramon Muntaner de Figueres va rebre un lot d'obres d'art en dipòsit del Museu del Prado. En un inici, es va concebre com un museu d'arqueologia, història i art de la ciutat i la comarca. L'any 1998 es va crear el Consorci del Museu de l'Empordà, constituït per l'Ajuntament de Figueres i el Consell Comarcal de l'Alt Empordà, i es va renovar l'exposició permanent. El seu actual director és Eduard Bech.

## Història
La història de les col·leccions del Museu de l'Empordà es remunta al segle xix, concretament al 17 de juny de 1885, quan l'Institut Ramon Muntaner de Figueres rebé un lot de set peces en dipòsit procedents del Museo del Prado per tal que els alumnes de Belles Arts poguessin treballar amb grans obres pictòriques, dipòsit que l'any 1887 s'amplià. Una altra donació també d'aquest moment fou la del polític figuerenc Josep Rubaudonadeu, entre els anys 1898 i 1902, consistent en un lot d'aquarel·les i pintures a l'oli. La creació del Museu de l'Empordà a Figueres, prenent com a base els dipòsits del Museo del Prado i la donació de Rubaudonadeu, s'acordà al Ple de l'Ajuntament de Figueres del 7 de desembre de 1946, juntament amb la creació de la Comissió del Museu, integrada per l'alcalde de la ciutat, Josep Bonaterra, dos vocals de l'Ajuntament (Josep Rigau i Josep Maria Cuffí), el director de l'institut Ramon Muntaner, l'arquitecte municipal, el director de l'Escola d'Arts i Oficis Clerch i Nicolau i els figuerencs Ramon Reig, Marià Baig, Alfons Puig i Josep Maria Fortunet.
El primer conservador del Museu de l'Empordà, que va obrir les portes el 4 de maig de 1947, fou el pintor Ramon Reig, qui d'acord amb la comissió rectora nomenà president d'honor i protector del Museu José Francés Sánchez-Herrero, secretari perpetu de la Real Academia de Bellas Artes de San Fernando de Madrid i prestigiós crític d'art que va facilitar nous dipòsits estatals per al Museu.
El Museu era emplaçat a la primera planta de l'institut, d'on ocupava l'ala nord i la part de ponent; a partir del moment de la seva creació, van començar a entrar-hi rellevants donacions, com el llegat de Concepció Santaló —la mare del crític d'art Alexandre Plana— el 1947, amb obres d'artistes tan importants com Nonell, Martí Alsina o Joaquim Mir, entre d'altres; la donació del doctor Estil·làs de tres quadres de Marià Llavanera el 1947, o bé el lot d'escultures donades per la vídua de l'escultor Miquel Blay el 1948. a més d'un dipòsit de Joan Quintana el 1947, amb motiu de la inauguració del Museu, compost per diverses col·leccions de pots, gerres, rajoles catalanes del segle xv al segle xviii i plats catalans, valencians, aragonesos, cartaginesos i granadins dels segles XVI al XIX, entre d'altres. Aquest dipòsit era instal·lat en una de les sales de l'institut, però en fou retirat al cap d'un temps.
En aquests anys l'Ajuntament de Figueres, a través de Ramon Reig, adquirí una sèrie d'aquarel·les amb la finalitat de realitzar una col·lecció especialitzada en aquesta tècnica. El Museu de l'Empordà també va rebre diversos dipòsits que encara avui formen part de les col·leccions que exposa, com ara el del Museu d'Arqueologia de Girona el 1947, compost de dues urnes funeràries de l'edat del bronze final a l'edat del ferro, o bé el de la Diputació Provincial de Barcelona el 1951, actual Museu d'Arqueologia de Catalunya, constituït per un conjunt d'objectes procedents de les excavacions d'Empúries.
El 1952 entrà el llegat Moncanut al Museu format per un conjunt d'objectes de porcellana d'època i per una de les col·leccions més importants de pintura catalana, tant en qualitat com en quantitat de peces. La col·lecció incloïa obres d'artistes tan rellevants com Joaquim Mir, Joaquim Sunyer, Ricard Canals, Pau Gargallo, Francesc Gimeno, Xavier Nogués, Olga Sacharoff, Antoni Tàpies, Joan Ponç o bé Modest Cuixart, entre d'altres.
Alfons Moncanut, fill de Domènec Moncanut, de Figueres, casat amb Josefa Planes, en una de les seves estades a la ciutat va visitar el Museu acompanyat pel pintor empordanès Marià Baig on s'interessà pel seu ràpid creixement. El 1954 morí la seva esposa sense deixar fills i al cap de dos o tres anys, en una conversa mantinguda amb Marià Baig, expressà el seu desig de deixar la seva pinacoteca a la ciutat de Figueres, cosa que transmeté per escrit en el seu testament i que succeí el 1962, l'any de la seva mort. El 1971 Ruiz Solanes va donar al Museu de l'Empordà un conjunt de materials arqueològics procedents de diversos sepulcres de corredor de la serra de l'Albera, i aquest mateix any hi va entrar un dipòsit del Museu d'Arqueologia de Girona, format per objectes arquitectònics romànics provinents de Sant Pere de Rodes.
A causa del creixement del fons del Museu i de l'interès que va mostrar Frederic Marès en oferir part de la seva important col·lecció, es plantejà la necessitat de destinar un nou emplaçament al Museu de l'Empordà, que finalment es construí en el lloc on hi havia la Cambra Agrària, obra modernista de l'arquitecte Josep Azemar situada a la placeta baixa de la Rambla. El nou edifici s'inaugurà el 30 d'abril de 1971; el projectà l'arquitecte Alexandre Bonaterra i en decorà la façana amb relleus de motius mediterranis i empordanesos Frederic Marès, quan era l'alcalde de la ciutat Ramon Guardiola. L'inici d'aquesta nova etapa s'encetà amb la donació de Frederic Marès, amb motiu de la inauguració de l'edifici nou, de diverses col·leccions d'arqueologia, objectes medievals —entre ells capitells de Sant Pere de Rodes. talles gòtiques-renaixentistes, documents històrics, documents referents al figuerenc Narcís Monturiol i diversos objectes que formen part de la Secció Sentimental.
Es va nomenar l'escultor de Portbou director honorífic del Museu, i se li va concedir la Fulla de Figuera de la ciutat de Figueres. S'ocupà de la direcció el pintor Evarist Vallès, amb el suport tècnic de Josep Maria Joan i Joaquim Fort de Ribot, que van estar treballant en l'organització i muntatge de les noves sales i van encetar l'activitat de la Sala Oberta del Museu. Un any després, Jordi Geli va succeir Evarist Vallès en el càrrec de conservador i inicià una primera tasca de catalogació de les peces i d'ordenació de la documentació del Museu. El 1974 el substituí Alícia Viñas, que amb la finalitat de fer conèixer les obres d'artistes empordanesos inicià una sèrie d'exposicions amb les quals el fons s'amplià notablement gràcies a les donacions fetes amb motiu d'aquestes mostres temporals. A més, el fons també s'ha anat enriquint amb donacions com la de Joseph Lewis Pellicer, composta per diverses obres del dibuixant Josep Lluís Pellicer i del pintor modernista Ramon Casas el 1977; la d'Eulàlia Mestres, amb un conjunt d'olis de Fèlix Mestres el 1986; la de Frederic Marès, amb un conjunt d'escultures seves el 1989, i amb el llegat de Maria Mercè Viñas el 1989, format per una col·lecció d'obres d'artistes dels segles xix i xx com Enric Serra, Joan Sibecas, Borrell Nicolau, Solé Jorba, entre d'altres.
El 1982 el matrimoni Abelard i Joana Fàbrega donà al Museu de Figueres una important col·lecció formada per 97 obres —olis, dibuixos i gravats— d'artistes catalans exiliats a Mèxic amb qui mantenien relació per la seva tasca editorial i cultural: Pere Calders, Tísner, Francesc Camps Ribera i Francesc Moreno, entre d'altres. Abelard Fàbrega, nascut a Cabanes, decidí fer la donació al Museu de Figueres amb la finalitat que aquestes peces es conservessin juntes.
El 1991 entrà al Museu un conjunt de materials arqueològics fruit de les excavacions dutes a terme per Rossend Guillaumes als jaciments de Pont de Molins, Riera Masarac, Cau Colliners, Vilacolum i Palol Sabaldòria. També el 1991 es reformaren i ampliaren les sales seguint el projecte de l'arquitecte municipal Enric Fita.
Amb motiu de l'ampliació va augmentar el fons del Museu amb diferents dipòsits de pintura empordanesa contemporània. Al llarg d'aquests anys l'Ajuntament de Figueres ha adquirit obres d'alguns artistes empordanesos, amb l'objectiu d'enriquir la col·lecció d'art empordanès. El 1998 comença una nova etapa i es crea el Consorci del Museu de l'Empordà, constituït pel Consell Comarcal de l'Alt Empordà i l'Ajuntament de Figueres. A partir d'aquest moment s'inicia la reorganització de les sales d'exposició permanent —presentades I'1 de maig de 1999— i la futura projecció museogràfica d'aquest equipament cultural.

## Edifici
L'edifici del Museu de l'Empordà és una obra declarada bé cultural d'interès nacional. És un edifici situat a la placeta baixa de la Rambla de Figueres. És un edifici de planta baixa i tres pisos. A la planta baixa la porta queda endinsada flanquejada per dos alts relleus: el de l'esquerra representa una al·legoria de l'Empordà i el de la dreta una de la Història. Relleus de Frederic Marès. La planta baixa se separa dels pisos superiors per un fris. La part dels tres pisos conforma un tot, organitzat verticalment amb finestrals seguits. Les sales del Museu de l'Empordà presenten un ampli ventall cronològic de l'art i l'arqueologia de la comarca des de la prehistòria fins als nostres dies, amb una especial dedicació a la pintura catalana i empordanesa dels segles XIX i XX.
El museu és al lloc on, antigament, al segle xix, hi havia la Casa del Governador. Després s'hi va construir la Cambra Agrària. Posteriorment, l'edifici es va tirar a terra i se'n va construir un de nou, l'actual, que es va dissenyar per acollir el museu i es va inaugurar l'any 1971.
Actualment, està pendent de ser traslladat a una nova seu, per poder millorar el seu servei. Al llarg dels últims anys hi ha hagut diverses propostes que al final no s'han dut a terme. Durant el mes de març de 2011, la Casa Nouvilas, situada al número 78 del carrer Nou de Figueres, va presentar-se com una nova possible futura seu del museu.

## Col·lecció
El Museu de l'Empordà ofereix al públic una lectura històrica de les seves col·leccions, que comprenen un ampli ventall cronològic de l'art i l'arqueologia de la comarca, des de la prehistòria fins als nostres dies, amb una especial dedicació a la pintura catalana i empordanesa dels segles XIX i XX.
El recorregut comença amb una mostra de les troballes arqueològiques de l'Alt Empordà, des del Neolític fins a la romanització, que inclou una col·lecció d'ornaments personals, ceràmiques gregues de figures negres i roges i recipients de vidre. Continua amb l'època medieval i moderna, on destaquen els capitells del monestir de Sant Pere de Rodes i els dipòsits d'obres del Museo del Prado (Antonio Rafael Mengs, Pierre Mignard, Francisco Herrera…).
A través de les obres de Ignacio Pinazo, Joaquín Sorolla, Isidre Nonell, Ramon Martí Alsina, Josep Berga i Boix, Ramon Casas, Pablo Gargallo, Francesc Gimeno i Arasa, Joaquim Mir, Francesc Masriera, Joaquim Sunyer, Frederic Marès, Josep Dunyach i Pere Casanovas, entre d'altres, es pot seguir la trajectòria de l'art català des de mitjans del segle xix fins al modernisme i les primeres avantguardes, amb obres d'Antoni Tàpies, Joan Ponç i Modest Cuixart.
Finalment, Ramon Reig, Josep Bonaterra, Marià Llavanera, Eusebi de Puig, Salvador Dalí, Àngels Santos Torroella, Àngel Planells, Joan Massanet, Evarist Vallès, Joan Sibecas, Ramon Molons, Joan Padern, Ramon Pujolboira, Lluís Roura i Josep Ministral, entre molts d'altres, ens mostren l'evolució de la pintura empordanesa des del paisatge realista, el surrealisme, l'abstracció conceptual i la nova figuració. El museu també projecta diverses exposicions temporals al llarg de l'any.
La col·lecció està repartida en tres plantes: 
- Planta Primera: Se subdivideix en diferents seccions, que abracen des de l'antiguitat a l'Empordà, fins a la col·lecció sentimental de Frederic Marès, passant per l'art medieval i pintura barroca. En aquesta planta destaquen obres del Mestre de Cabestany i José de Ribera, entre d'altres.
- Planta Segona: En aquesta planta es pot veure obres d'art català entre els segles XIX i XX, des del romanticisme a l'eclecticisme modern.
- Planta tercera: En aquesta planta hi han les obres relacionades físicament amb l'Empordà i obres d'art contemporani.

## Obres destacades[calcitació]
Llista no completa d'obres destacades:
- El paradís terrenal. La creació d'Eva. Autor desconegut (còpia de Jan Brueghel de Velours)
- La Terra, obra d'Ángeles Santos Torroella,

## Serveis[calcitació]
El museu ofereix diferents serveis educatius, visites en grup, un centre de documentació, i és la seu de la càtedra d'art i cultura contemporànies de la Universitat de Girona. També disposa d'un auditori i edita diverses publicacions.